# SpringBoard
SpringBoard é um processo interno do sistema operacional iOS que gerencia a tela inicial e seus aplicativos. É similar ao Finder, no macOS e ao Explorer, no Microsoft Windows. Executado juntamente com o sistema, é responsável por gerenciar os elementos gráficos que existem na interface do iOS, como:
- Organização de aplicativos na tela e na dock;
- Gerenciamento de notificações e widgets;
- Criação e gerenciamento de pastas;
- Gerenciamento de aplicativos em segundo plano (Multitasking);
- Comunicação com os serviços de telefonia do dispositivo (CoreTelephony)

O SpringBoard serve como uma ponte entre a interação do usuário com os outros serviços do sistema, em caso de falha no SpringBoard, a tela do dispositivo escurece e o sistema força o programa a carregar a interface novamente.

## História
- A partir do iOS 1.1.3, passou a ser possível mover ícones na tela e adicionar atalhos de sites da internet na tela inicial, antes disso, para adicionar aplicativos de terceiros era necessário realizar Jailbreak e aplicar uma modificação nos arquivos do SpringBoard.
- No iOS 2.0, foi introduzida a AppStore, uma loja de aplicativos que permite que dispositivos não desbloqueados pudessem baixar aplicativos legalmente.
- Junto ao lançamento do 1º iPad,veio o iOS 3.2 que, pela primeira vez, permitia que o usuário adicionasse um papel de parede na tela inicial.
- No iOS 4 Beta, foi adicionada a possibilidade de criar pastas de aplicativos, permitindo uma melhor organização da tela inicial.
- No iOS 5 Foi adicionado o sistema de notificações que pode ser acessado deslizando o dedo de cima da tela para baixo.

- A partir do iOS 6 em diante, algumas funções do SpringBoard foram transferidas para um novo serviço chamado BackBoard, entre as novas funções do BackBoard estão o processamento do toque do usuário na tela.
- No iOS 7, toda a aparência do SpringBoard foi alterada, ganhando um visual mais moderno voltado para o Minimalismo. além disso, um novo menu chamado Central de Controle foi adicionado para dar acesso rápido ao Wi-Fi, Bluetooth, modo avião etc..
- No iOS 10, foi adicionada a tela de Widgets, pequenos cartões que fornecem informações rápidas sobre eventos no calendário, previsão do tempo etc..
- No iOS 14, foi possível adicionar os Widgets em qualquer página da tela inicial[1] e, também, foi adicionada a página "Biblioteca de Apps", página que mostra todos os aplicativos que estão instalados no dispositivo[2]

## Personalização
Com o passar das atualizações de sistema, mais possibilidades de personalização foram sendo adicionadas ao iOS, porém, comparando-se a outros sistemas, o nível de modificação é bem limitado, por isso, a única forma de contornar esta situação é realizando um jailbreak, por meio do Cydia. Com isso, é possível instalar diversos temas que modificam completamente a aparência do dispositivo.

## Localização
Os arquivos do SpringBoard podem ser encontrados no seguinte diretório:
/System/Library/CoreServices/SpringBoard.app
O arquivo que armazena a configuração da posição dos ícones na tela fica no seguinte diretório:
/Library/SpringBoard/IconState.plist.
O SpringBoard procura por aplicativos instalados nos seguintes diretórios:
/Applications
/var/mobile/Applications
Porém, é necessário usar um dispositivo iOS com jailbreak, pode ser acessado usando um terminal de comandos ou por um explorador de arquivos de terceiros.